# Amerikai görbefülű
Az amerikai görbefülű egy macskafajta, amelyet szokatlan fülei jellemeznek: hátrafelé, az arctól a koponya hátsó középpontjáig görbülnek. A fajta a kaliforniai Lakewoodból származik, egy spontán mutációnak köszönhetően.

## Történelem
Az első amerikai görbefülűek kóbor macskákként jelentek meg a Ruga család küszöbén a kaliforniai Lakewoodban 1981 júniusában. A fekete nőstény, amelyet Shulamithnak hívtak, egy almot hozott világra, ugyanolyan hátra görbülő fülű macskákkal, aki így lett mai amerikai görbefülűek őse. 1986-ban mutattak be először egy Amerikai görbefülűt egy macskakiállításon, 1992-ben pedig a hosszúszőrű amerikai görbefülű bajnoki státuszt kapott a Nemzetközi Macskaszövetségtől (TICA). 1999-ben az Amerikai görbefülű lett az első fajta, amelyet felvettek a Cat Fanciers' Association (CFA) Bajnoki Osztályába, hosszú- és rövidszőrű kategóriákban egyaránt.

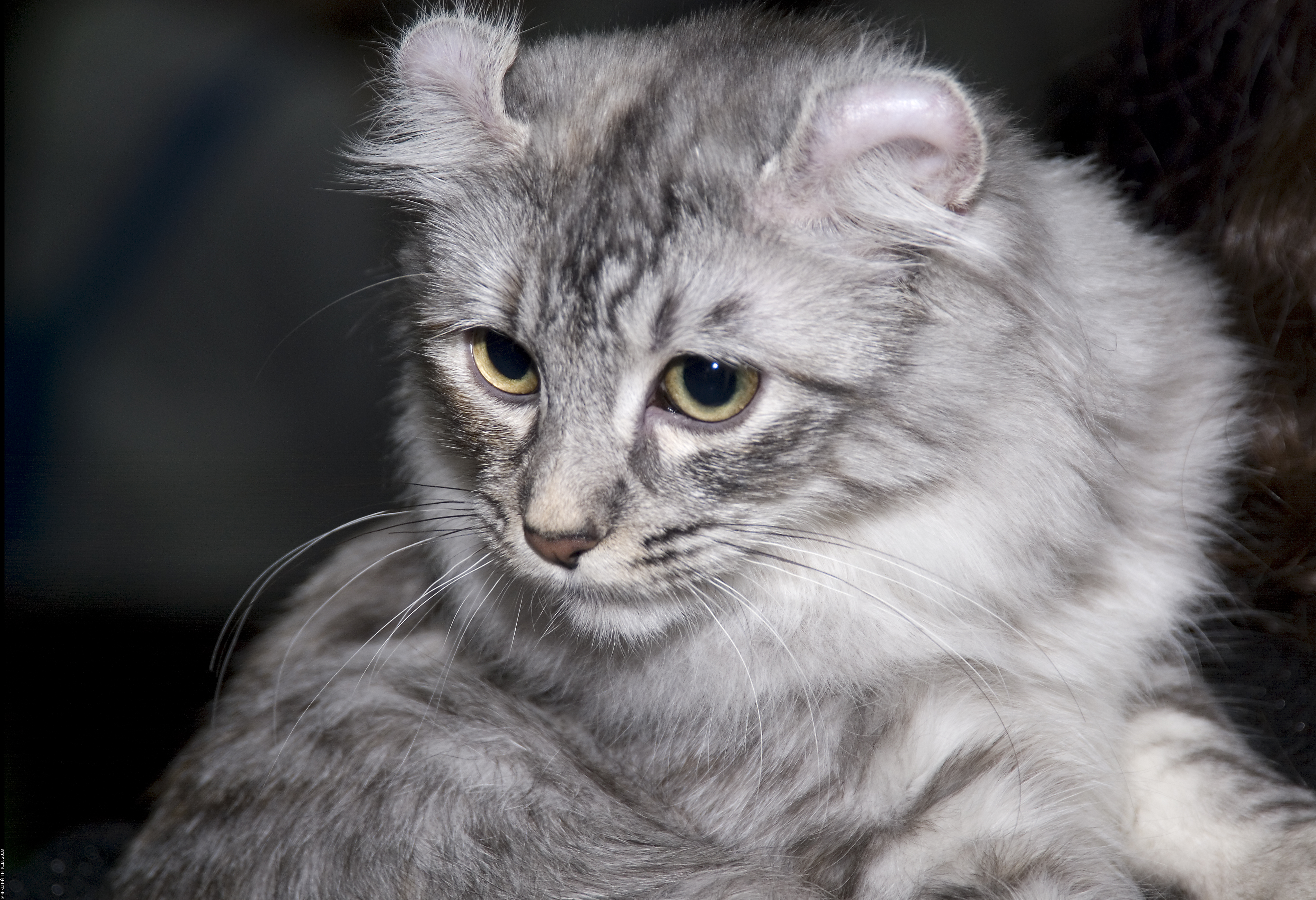
Egy amerikai görbefülű

Az amerikai görbefülű egy közepes méretű macska, amelynek súlya 2,3–4,5 kg között van, és nem éri el a felnőttkort 2-3 éves koráig. A nőstények súlya körülbelül 2,3–3,6 kg között van, a hímek súlya pedig 3,2–4,5 kg között mozog.
Az amerikai görbefülű kiscicák egyenes fülekkel születnek, amelyek negyvennyolc órán belül elkezdenek kunkorodni. Négy hónap elteltével a fülük nem görbül tovább, és tapintásra keménynek és merevnek kell lenniük a fül tövénél, rugalmas hegyekkel. Egy háziállat minőségű amerikai görbefülű fülei szinte egyenesek lehetnek, de a kiállítási macskáknak olyan fülekkel kell rendelkezniük, amelyek 90 és 180 fok közötti ívben görbülnek. A 90 fok előnyösebb, de a macskákat diszkvalifikálják, ha füleik hozzáérnek a koponyájuk hátsó részéhez.
Mind a hosszú-, mind a rövidszőrű amerikai görbefülűek puha, selymes szőrzetűek, amelyek laposan fekszenek a testükre. Kevés ápolást igényelnek, szívesen töltenek időt gazdáikkal, és általában jól kijönnek más állatokkal és olyan emberekkel, akik nem a gazdáik.
Az amerikai görbefülű, bár még mindig ritka fajta, világszerte megtalálható az Egyesült Államokban, Spanyolországban, Franciaországban, Japánban, Oroszországban és sok más országban.

## Egészség
Az amerikai görbefülű macskák és az egyenes fülű macskák közötti különböző párosítások a göndör gén domináns öröklődését tárták fel. Nemhez kötött eloszlást nem találtak. A mutáns gént "curl" néven jelölték, és a Cu szimbólummal jelölik.  A fülkagyló másik mutációját skót lógófülű macskákban találták meg. Ezeknél a macskáknál a heterozigóta és homozigóta (FdFd) állatok osteochondrodysplasiában szenvednek. Felmerül a kérdés, hogy a homozigóta fürtöket (CuCu) is befolyásolhatják-e porcképződési hibák és csontrendellenességek. Egy CuCu macskán végzett megfigyelések azonban két éven keresztül nem mutattak rendellenességet. 

## Fordítás
Ez a szócikk részben vagy egészben  az   American Curl című angol Wikipédia-szócikk ezen változatának fordításán alapul.  Az eredeti cikk szerkesztőit annak laptörténete sorolja fel. Ez a jelzés csupán a megfogalmazás eredetét és a szerzői jogokat jelzi, nem szolgál a cikkben szereplő információk forrásmegjelöléseként.

## Kapcsolódó szócikk
- Skót lógófülű macska